# Герб Кременца
Герб Кременца (укр. Герб Кременця) — официальный геральдический символ города Кременца Тернопольской области Украины.
Утверждён 28 апреля 1995 года решением сессии Кременецкого городского совета.
В лазурном поле на зеленой горе серебряная полуразрушенная крепость. В вольной части — герб Волынский.
Б. Кёне разработал проект герба города: в серебряном щите на зеленой горе — красная крепость. В вольной части — герб Волынской губернии.
Щит увенчан серебряной городской короной с тремя башенками и обрамленный двумя золотыми колосками, обвитыми Александровской лентой.

1874 г. герб Кременца
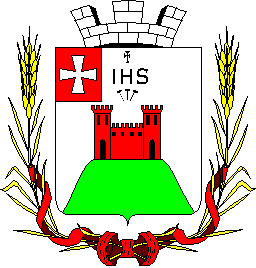
Проект Б.Кёне

## Ссылка
- Украинская геральдика